# ブラフマギリ

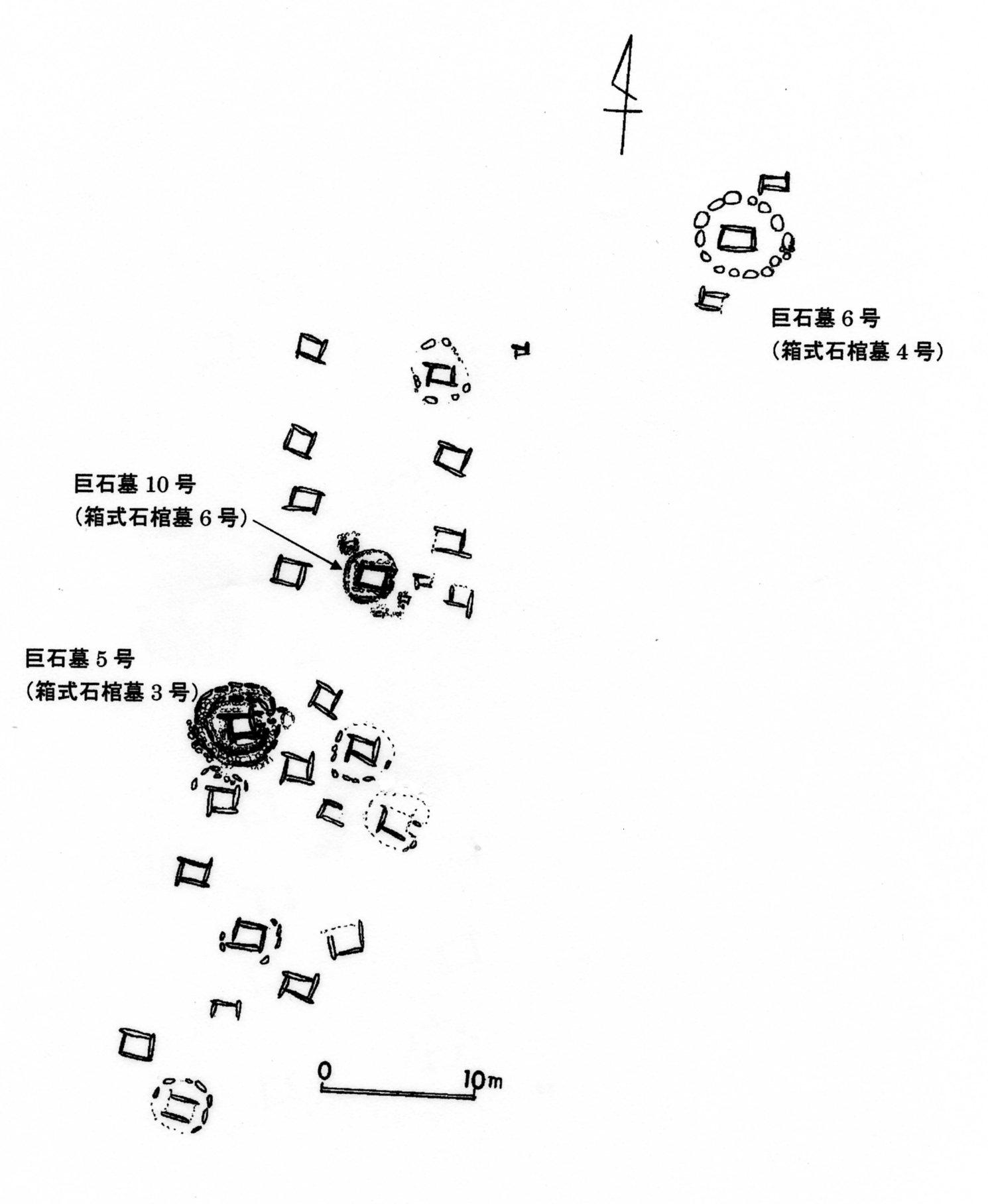
ブラフマギリ埋葬地区の一部の全測図

ブラフマギリ（Brahmagiri）は、インドのカルナータカ州、マイソール地方の北部、チダルドラグ地区にある遺跡である。巨石を用いた墳墓群で知られ、「南インド巨石文化」の代表的な遺跡とされる。
ブラフマギリは、マウリヤ朝の南限を示すアショーカ王の石柱と拠点都市遺跡のIsilaのちかくにあって、花崗岩の露頭がみられる丘の北側の斜面に標高差180メートル、東西方向500メートル、南北方向100メートルにわたって遺構が分布している。住居跡などの純然たる生活関連遺構は、低い丘陵部に立地し、「巨石文化」を象徴する墳墓群は、覆土に黒っぽい沖積土の粘土が含まれるような低地にある。

## 研究史
ベンジャミン・ライス（Benjamin L. Rice）によって1891年に発見された。1940年にマイソール州考古局のクリシュナ（M. H. Krishna）が二季にわたる発掘調査を行い、ブラフマギリこそIsilaであるとした。クリシュナは、16本のトレンチを掘って細石器文化、新石器文化、鉄器時代、マウリヤ朝期、チャールキヤ-ホイサラ朝期の文化層を同定した。1947年にインド考古局のモーティマ・ウィーラーは、発掘調査を行い、300基以上の箱式石棺墓と10基を超える土坑墓、10ヶ所に及ぶ生活関連遺構を確認した。ウィーラーは、3期にわたる編年を行い、第一期として新石器ないしは金石併用時代、第二期として巨石文化時代、第三期として歴史時代初期の三期に区分した。ウィーラーは、ブラフマギリの300基に及ぶ墓や埋葬について、長方形の箱式石棺墓、cist-circlesと呼ばれる丸石の輪に囲まれた箱式石棺墓、丸石の輪を伴う土坑墓に分類した。箱式石棺墓には刻線文が施された土器や石製ビーズ、鉄製ないし銅製の道具が確認されている。

### ウィーラーによる編年

#### 第I期（新石器時代、石斧文化期)
ウィーラーはこの時期を一千年期から紀元前2世紀に位置づけている。この時期の遺物としては粗粒玄武岩（輝緑岩）でできた磨製石斧、三日月状の細石器、碧玉製、瑪瑙製、紅玉髄製、オパール製のないし彫器や石刃、装身具としては、銅製のリング、磁鉄鉱製、ないしメノウ製や貝製のビーズが好まれた。
土器は手づくね製で灰色のきめの粗い織り目文がつけられ胴部は球形である。薄手の鉢や、片口がついた鉢も発見されている。この時代、なくなった子供は遺体をおりまげて甕棺を用いて埋葬し、成人は土坑墓に伸展葬で埋葬された。

#### 第II期（巨石文化期）
ウィーラーは、巨石文化期を紀元前2世紀から紀元1世紀中葉に位置付ける。この時期にブラフマギリにいた人々は、鎌のような鉄製農具や鉄製の槍、剣、矢じりのような武器を持っていた。この時期の土器は半球形の深鉢で漏斗状の蓋をもち、薄手の皿や三足土器もあった。これらの土器には、赤色黒縁土器、黒色土器、赤色土器であるが明るい色と暗く鈍い色が施されたものの三種類の組成がみられる。
この時期の埋葬は、箱式石棺墓ないし円形ないし同心円状にめぐらせた丸石を伴う土坑墓である。箱式石棺墓には葬礼用の土器や鉄製の道具やビーズが副葬品としてみられる。
第II期の確実な年代は、紀元前200年から紀元50年の間と思われるが、下限については、アーンドラ文化期の出土銭の年代や碑文などの歴史的記録からもっと遅らせることが可能と思われる。

#### 第III期
ウィーラーは、この時期を1世紀半ば以降とする。この時期に土器は回転のはやいろくろを用いて製作されるようになる。薄手の皿、カップ、瓶子、あずき色に光沢をもつように表面を磨いて白く幾何学的な文様を施している。装身具には、貝、粘土、骨、ガラス、金などを用いた腕輪や足環、磁鉄鉱、めのう、紅玉髄、粘土製のビーズが作られた。

### Leshnikによる層位の検証
ウィーラーの三期の編年については、墓が中心であるため、その順番について不明確な部分があるため、Leshnikは、ウィーラーが集落部分がある丘陵の斜面に設定した七か所のトレンチを再検証した。Br.21と名付けられた第21トレンチとBr.22と名付けられた第22トレンチを確認で、層位的に前後関係が確認できるとする。双方のトレンチは、それぞれ9.1m×4.3mに区画され、第21トレンチは、第22トレンチの南東に位置し、9.7mほど高い位置にある。第21トレンチの19層から7層までが、最古の時期にあたり、ウィーラーのいう第I期で新石器時代に相当し、Leshnikは、「石斧文化期」と呼ぶ。「石斧文化期」はさらに古い順からA相とB相に区分され、前者が前期新石器時代、後者が後期新石器時代にあたる。ウィーラーのいう第II期すなわち「巨石文化期」の前半は、「石斧文化期」の8層から7層の部分に重複し、「石斧文化期」の石斧などの遺物も混在する。「巨石文化期」の後半は、「アーンドラ文化期」の6層から4層の部分に重複し、「アーンドラ文化期」の遺物が共伴する。ウィーラーのいう第III期、歴史時代にあたる「アーンドラ文化期」は、6層から1層までの部分にあたる。第22トレンチでは、15層から6層までが第I期、第II期の「巨石文化期」は、8層から4層まで、6層から1層までが、第III期、すなわちで「アーンドラ文化期」である。第19トレンチと第20トレンチでは、それぞれ、第I期と第III期の文化層しか確認されなかったため、「石斧文化期」と「アーンドラ文化期」は「巨石文化期」がなくても連続しうることが明らかになった。

## 土坑墓と箱式石棺墓の性格
ウィーラーは、土坑墓について遺体を一旦腐敗させてから洗骨するために用いられたので出土人骨が少ないと考え、特別な階級の人々の墓ではなく、副葬品の種類も違うと考えるが、Leshnikは土坑墓も箱式石棺墓も特別な階級の人々の墓であって機能についてもほとんどおなじであると考える。その根拠として東側の平石にうがたれる横孔をふさぐあたかもドアのように見える平石の存在、土坑墓で底の部分の四隅に平石が用いられるが、箱式石棺墓では、繰り返して平石が使われること、土坑墓にみられる長方形の石組みは、箱式石棺墓にみられる石の台の部分がないが、もともとは木製の台があって現在は腐ってしまってないと考えられることなど類似性を根拠として挙げる。
箱式石棺墓は通常1.83メートル四方に、厚さ5 - 10センチメートルの平石を組み合わせている。石棺の壁石に用いられる平石の角は削られて交点部分でだいたい合うように加工され、となりあった平石の交点からはみ出すように組み合わされている。平石は、だいたい反時計まわりの卍状（たがいちがい）に組み合わされている。箱式石棺墓の東壁の平石には、45センチメートル - 61センチメートル前後の丸い穴が穿たれており、巨石や低い石組みの列を地表に露出させることによって目印にした短い羨道のようなものにつながっている。箱式石棺墓のある場所は地表にストーン・サークルが設けられ、積み石の痕跡や残骸が地表にあることから、かっては普通に墓の上には積み石がなされていたことがわかる。また、小さな箱式石棺墓が大きな箱式石棺墓の周囲に造られていることがある。
ブラフマギリの箱式石棺墓の平石や土坑墓に用いられる荒石は、近隣に豊富にある花崗岩の露頭から切り出してきたもので、おそらく火を岩の表面にあてて熱することによって、表面部分が壊れて剥片のようになったものを副葬品にみられるようなくさびを用いて切り出したと推定される。
Leshnik は、鉄器が巨石文化と同時に導入されたという考えは巨石を用いるという習慣との関連で同時期と考えることに対し否定的であるが、赤色黒縁土器は、巨石文化の指標として有効であると位置付ける。ただし、赤色黒縁土器は、層位学的に第I期から第III期の連続性から考えていくと、ウィーラーが1947年の調査当時考えたような短期的な時代を示す指標ではなく、同じ文化のなかでの量的な変化があると考える。すなわち、赤色黒縁土器は、ブラフマギリのIB期の終末から出現し「アーンドラ文化期」にかけて用いられるが、多く用いられたのが巨石文化の繁栄した特定の数世紀間であることから時期の指標になりうると考える。
また、Leshnik は、肉体の部分を腐らせて取り去った後に骨だけを移動して箱式石棺墓の中に埋葬するような二次埋葬とその埋葬のためにささげられた副葬品は、魂が別世界（死後の世界）を旅する際に持っていくことを意図していると考える。そういった死生観は、古代ペルシャ文化の文献などの記述にみられるような、魂は、肉体が腐って完全になくならないと死後の世界を旅することはできないという考え方に依拠していると推察する。そのために遺体をふやかして腐らせ、通常の現世の部分を示す集落から離して埋葬を行ったと考える。Leshnik は、中央アジアの普通に人々が活動する場所からはるか離れた場所に遺体を遺棄することを例として挙げる一方、ペルシャ人の例のような、小高い場所に遺体を放置して動物や鳥が遺体をついばんで死肉を取り去ることを期待する習慣がある場所であっても、244センチメートルもの深い穴であれば、動物や鳥が遺体をついばむのには著しい障害になるので遺体をふやかして腐らせて肉体部分を取り去ったと考える。
Leshnik は、墓の覆土から出土する赤地黒縁土器については、集落などの生活に関連する遺跡で赤地黒縁土器が多く出土する時期と墓の土器は同時期と考えられるとし、死者を耕地に適した場所に埋葬していることから、ブラフマギリに死者を埋葬した人々は恒常的にその場所に住んでいたのではなく、墓の副葬品から考えて遊牧的な人々のものではないかと推定する。遊牧民のような遊動性のある人々は、一定の時期にその遺跡のある場所にいることはあっても、いつもその場所にいる必然性はないことからなんの意識もせず耕地に適した場所に墓を造ったと考えられる。占地層がうすいことも、季節によって一時的に宿営していたことを示しており、遊動性のある人々であったことを裏付けているとする。また、土器の器種組成の比率は、遊牧民とブラフマギリの居住者が同じ地理的な範囲に同じ時期にいたことを示しているとする。

## 主な遺構

### 箱式石棺墓1号（巨石墓1号）
この石棺墓は、反時計回りの卍状（互い違い）に平石がならべられ、長さ約1.5メートル、高さはおよそ178センチメートルで主軸は東西方向である。平石は、幅約23センチメートルで下へいくにつれて薄くなる。石棺を構成する東側の平石に横孔がうがたれ、その直径は約51センチメートルであって、その孔の高さまで土が詰められている。またその横孔は、二重の扉の役割を果たす平石によってふさがれている。そして東側の平石に直交して羨道へつながるように平石が並べられている。石棺のまわりには、低い木製の壁がらせん状にめぐらされている。蓋石はないが玄室自体は荒らされていない。床面の平石には24個体の土器と柄に「つか」がつけられた鉄製の斧がある。その上を覆うように砂の層が堆積している。石棺の内部に確認された被葬者は、三体の男性、二体の女性、12 - 14歳の子どもの計6体であり、6個体の頭蓋骨から確認できる。二体の女性のうち一体は高齢の女性であることわかっている。頸から下は関節を外されて解体されており重ねられるように埋葬されている。この石棺墓の被葬者6個体のうち四つの頭蓋骨は中頭から短頭の間に位置付られ、漠然とした外国起源があることを示す。箱式石棺墓1号の周囲には、北東には長さ43センチメートル、幅25センチメートル、深さ35センチメートルの小さな石棺をはじめとして三つの石棺墓の残骸がある。その小さな石棺墓の内部からは二つの小さな土器片のみがみとめられた。その石棺墓を覆っていた平石はわきに置かれていた。

### 箱式石棺墓2号（巨石墓4号）
石棺の大きさは約170cm×約130cmで深さ190cmである。平石は花崗岩であって、反時計回りに卍状（互い違い）に並べられている。東側の平石には、直径61cmくらいの孔があけられ羨道につながっている。この孔は、扉に当たる平石が石灰質の土によって立てられてふさがれている。この墓には、細かい花崗岩の丸石が輪のようにめぐらされている。また地表面に石積みの残骸が残っていることから、かっては石積みによっておおわれていたと推定できる。この墓は近代の石泥棒によって荒らされ、大きな蓋石と石棺を構成する二つの巨石が動かされていた。羨道には、木と石材を用いた短い壁が設けられ、荒削りの花崗岩の丸石と木材と石材を組み合わせたものが擁壁のようになって、この壁となる平石を支えている。墓室の内部に詰められた土を取り除くと、他の土器の上に載せられたものとそのまま床面の平石の上に置かれたもの合わせて16個体の土器が確認された。積み重ねられた土器の間には白い鉱物製のビーズが40個発見された。また柄の部分がなくなって刀身がむき出しになっているこわれた鉄製のナイフや鉄器の残骸がある。床面から8cmほど上には13個体の土器がありさらに23cm上には中央に墓室があり二つの頭蓋骨と人骨がある。副葬品には4個体の鉢と小さなテラコッタ製の輪と鉄製品の残骸がある。この石棺墓は二時期に分けて使われたのではないかとLeshnikは推察する。

### 箱式石棺墓3号（巨石墓5号）
3号箱式石棺墓は、主軸方位を東西方向にもち、玄室の石板は、卍状（たがいちがい）に並び、大きさは、長さ1m50cm、幅1m32cm、深さ1m82cmである。蓋石は失われているが、墓の内部には土が充填されている。この墓には直立した石板の二つの輪に囲まれ、内側の石板の輪と石棺の間は七列にならんだ木材と石材による壁で仕切られていて、羨道につながっている。外側の石板の輪も似たような構造で支えられている。玄室の東側の石板に羨道の入口につながる横孔があるが、ふさぎ方がかなりいい加減な印象を受ける。羨道を仕切る平石は、片側3枚に対しもう片側が2枚になっている。被葬者の人骨は、床面よりも20 - 23cm浮いた位置で確認され、ふたつの頭蓋骨をはじめばらばらに解体されて多量に並べられた状態で検出された。床面の石板の下には、6個体の完形品の土器の壺と破片が発見されている。

### 箱式石棺墓4号（巨石墓6号）
この墓は主軸方位を東西方向にとり、長さ約2m13cm、幅1m22cm、深さ1m72cmで、長さがほかの墓よりもやや大きい造りである。玄室は完全な形を残していて、花崗岩の石板の壁は、反時計回りの卍状（互い違い）に並べられている。蓋石はなく、東側の平石には、直径61cmくらいの孔があけられていて、この横孔のある高さまで砂質土が充填されている。横孔は、外側から扉のような平石にふさがれているが、他の墓のような羨道はない。石棺墓本体の外側には、直接木材によって建てられた二つの石板の壁がめぐらされている。さらにその周囲の地表付近には丸石の輪がめぐらされている。副葬品には、柄の部分がうしなわれ、刀身がむき身になっている鉄製ナイフ、短い鉄の棒やそのほかの鉄製品の破片、土製紡錘車と6個体の土器の壺であって、玄室床面の敷石の上に直接置かれていた。

### 箱式石棺墓5号（巨石墓8号）
この墓は、大きさや造りもほか墓と大体同じで、やはり、玄室の東側の平石に羨道へつながる孔があけられて、横孔の深さまで土が詰められている。横孔は二枚の扉のような平石にふさがれていて、羨道には、両脇に木材によって建てられた壁があり、完全な箱式石棺墓のまわりにめぐらされた壁と似ている。蓋石が動かされて喪われている。床面にある平石から10cm上には、砂岩の板石があり、4個体の土器の壺が二つの頭蓋骨を含む人骨がびっちりとかたまり状におかれていて、その上に置かれていた。その下5cmには、鉄製のナイフの刃やこわれた鉄製のみがある。平石の直上には、50個を超えるマグネシウムかドロマイト（苦石灰）で造られたと思われる小粒の白や緑のビーズ玉が納められてい土器一個体をはじめとして、15個体の土器の壺が確認された。そのほか、鉄製の皿、鉄製の棒、柄の部分まで刀身がむき身になっているナイフが副葬品としてみられる。

### 箱式石棺墓6号（巨石墓10号）
この墓も他の石棺墓と大体同じ大きさであって、玄室の内部は横孔の高さまで土が詰められ蓋石はないのも同様である。床面の平石から15cm浮いた位置に3個体の頭蓋骨を含めた人骨が見つかった。土器は、62個体の壺が確認されていて、そのうち一つには、鉄器の残骸が納められているものがある。土器は人骨と同じ高さで見つかったものもあるが、大部分は床面の平石直上で確認されている。この箱式石棺墓の周囲には、三つの小さな箱式石棺墓が隣り合った位置に造られた。これらの墓のうち一か所だけ成人の人骨が確認された。土器は、すべての墓から出土がみられる。

### 若干の考察
このほかに土坑墓があるが、発掘調査をした限りでは、副葬品は土坑墓の方が多い。その理由としてLeshnikは、箱式石棺墓は地表の石組み遺構が目立つために墓泥棒に目をつけられやすいためであると考える。また、箱式石棺墓に比べて鉄製の武器が目立つ。一方、ブラフマギリ出土の人骨について形質人類学的研究が行われ、頭蓋骨は中頭から短頭の間に位置付られ、漠然とした外国起源があることが考えられるものの、家族的な結合の結果であって、したがって、ブラフマギリにみられる墓は家族単位の地下納骨所であろうと考えられている。ブラフマギリの層位と編年については、チタルドラグ地方南部のチャドンラヴェイル遺跡でたくさんのローマ貨幣と中国の四角形の孔がある銭貨が発見されているため、遺物の共伴関係から確立された編年が用いられた。